# Fjerritslevs kommun
Fjerritslevs kommun var fram till kommunreformen 2007 en kommun i Nordjyllands amt i Danmark. Kommunen är numera en del av Jammerbugts kommun.